# Черњин
Черњин (чеш. Černín) је насељено мјесто са административним статусом сеоске општине (чеш. obec) у округу Знојмо, у Јужноморавском крају, Чешка Република.

## Становништво
Према подацима о броју становника из 2014. године насеље је имало 133 становника.